# Blande
Ne doit pas être confondu avec Blandine.
Blande est un prénom féminin, perpétuant le souvenir de sainte Blande ou Blanda, dont le culte est célébré par l'Église catholique le 10 mai, en même temps que saint Calépode, saint Palmace, saint Félix (époux de Blanda) et autres martyrs durant les persécutions commises sous le règne de l'empereur Sévère Alexandre, entre 222 et 232.
Blanda est l'adjectif latin féminin signifiant « douce » ou « agréable »

## Source
- Dictionnaire des noms de Baptême, par G. Balèze, Paris, 1863, Editions Hachette.